# 駐満海軍部
駐満海軍部（ちゅうまんかいぐんぶ、旧字体：駐滿海軍部）は、満洲国新京にあった日本海軍の出先機関。要港部に匹敵する地位と権限を有し、満洲国沿海・河川の防御および河川の警備等を任務とした。

## 沿革
- 1931年（昭和6年）
  - 9月18日 - 柳条湖事件に端を発し、満洲事変が始まる。
- 1932年（昭和7年）
  - 1月27日 - 日本海軍が内令11号により、奉天（現在の瀋陽）に満洲海軍特設機関を設置することとした。当時、奉天には関東軍司令部が置かれていた[2]。
  - 3月1日 - 満洲国建国。
  - 5月14日 - 日本海軍が哈爾浜に臨時海軍派遣隊を設置[2]。
  - 9月15日 - 「日満議定書」調印。日本軍の満洲国駐屯が明文化された。さらに同日、日満議定書に基づき「日満守勢軍事協定」調印[3]。日満いずれかが第三国から攻撃を受けた場合に日本軍指揮で両国が軍事行動すること、及び日本軍が満洲国内で軍事行動上必要な自由・保障・便益を享有できることが取り決められた。日本側協定委員の一人が小林省三郎海軍少将[4]。
  - 10月30日 - 小林省三郎海軍少将に満洲海軍特設機関長の発令[2]。
  - 12月5日 - 満洲海軍特設機関が新京（現在の長春）に移転。関東軍司令部、駐満日本大使館等は同年10月に新京へ移転していた[2]。
- 1933年（昭和8年）4月1日
  - - 軍令海第1号「駐満海軍部令」により、新京に駐満海軍部（司令官：小林省三郎海軍少将）を設置[5][6]。
  - - 内令92号により、哈爾浜に臨時海軍防備隊（司令：阿部弘毅海軍大佐）を設置[7][8]。
- 1938年（昭和13年）11月15日 - 日本海軍が駐満海軍部および臨時海軍防備隊を廃止。なお、代わりとなる満洲の海軍機関として、新京に海軍武官府（武官：前駐満海軍部参謀長代谷清志海軍大佐、武官輔佐官：前駐満海軍部副官村井貞敏海軍少佐）を残置[9]。

## 任務
昭和8年軍令海第1号「駐満海軍部令」によると「第2条 満洲国沿海及び河川防禦に関する事を担任しかつ満洲国河川の警備に任ず」「第5条 司令官は天皇に直隷し部下の艦船部隊を統率しまた海軍大臣の命を受け軍政を掌る」とある。また、昭和8年軍令海第10号 において、第5条に「司令官は作戦計画に関しては軍令部総長の指示を承く」の一項が追加された（当時の海軍大臣は大角岑生、軍令部総長は伏見宮博恭王海軍大将）。
なお、第5条における「軍政」には「満洲国における海軍施設、港務、運輸、通信」「海軍関係資源の調査、研究」「満洲国海軍の指導、教育、関係各部との連携」が所掌されることが、昭和8年4月15日付の軍務一第51号にて、海軍省軍務局長（当時は寺島健海軍少将）から駐満海軍部司令官に確認されている。
したがって、駐満海軍部には、従来の特務機関的な満洲海軍特設機関とは異なり、独自に兵力を行使することができる広範な権限が付与されていた。これに基づき、前年11月に日本に引き揚げていた臨時海軍派遣隊に代わり、臨時海軍防備隊が設置された。

## 満洲国との関係

### 満洲国 軍政部 艦政課
駐満海軍部は、満洲国国務院傘下の軍事行政機関である軍政部艦政課と連携し、満洲国海軍の建軍・整軍に尽力した。当時、艦政課には日本海軍の予備役軍人である丸山久海軍予備機関中佐と佐々木丙二海軍予備大尉（海軍少校待遇）が参画し、艦政を掌握していた。
1932年（大同元年）建軍当時の艦艇保有数は、事変勃発後に軍政部の管轄下に置いた「東北海軍」の艦艇である150トン級河用砲艦5隻（利綏、利濟、江淸、江平、江通）の老朽艦のみであったが、艦政課は、翌1933年（大同2年）に60トン級2艦（大同、利民）および15トン級3艇（恩民、恵民、普民）を新造し、1934年（康徳元年）には270トン級2艦（順天、養民）および20トン級1艇（済民）を、また1936年（康徳3年）には290トン級2艦（定辺、親仁）を新造し、速やかに威力を加えていった。

### 満洲国海軍 江防艦隊
駐満海軍部は、臨時海軍防備隊および満洲国海軍江防艦隊による治安の維持および作戦計画に協力するとともに、軍事顧問として、駐満海軍部参謀長の伊藤整一海軍大佐と川畑正治海軍少佐が江防艦隊の指導育成にあたった。
満洲国海軍は、事変前の張学良の奉天軍閥「東北海軍」が母体である。東北海軍は、営口を根拠とする「海防艦隊」と哈爾浜を根拠とする「江防艦隊」があったが、事変後に海防艦隊は青島に逃亡し、江防艦隊は恭順の意を表したため、満洲国海軍の江防艦隊として改編し、1932年（大同元年）4月15日軍令第1号「陸海軍条例」により正式に誕生した。
満洲国軍唯一の艦隊である「江防艦隊」は、北満三江（松花江、黒竜江、烏蘇里江）の満ソ国境警備用水上部隊として、河川流域の匪賊や反吉林軍、馬占山の討伐などに活躍したが、7年後の1939年（康徳6年）2月15日軍令第2号の同条例改正により、満洲国陸軍の「江上軍」に改編され終焉を迎えた。

### 満洲国 海辺警察隊
駐満海軍部は、満洲国国務院傘下の警察行政の機関である民政部警務司とも連携し、いわゆる沿岸警備隊に相当する「海辺警察隊」の整備・充実にも尽力した。
海辺警察隊は、1932年（大同元年）6月15日教令第32号「特殊警察隊官制」により誕生し、営口を拠点に、渤海および黄海の沿岸を警戒し、不正入国と密輸の監視および取り締まりを任務として活躍した。1933年（大同2年）9月7日教令第72号「特殊警察隊官制中改正の件」により、水上の保安が任務に加わり、さらに1937年（康徳4年）6月日勅令186号「海上警察隊官制」により、海上の治安維持も任務とする「海上警察隊」へ改組された。
海上警察隊は、1937年（昭和12年）日本海軍から駆逐艦「樫」の譲渡を受け、旧式艦ながら満洲国最大の艦艇となる755トンの「海威」を運用するなど、警察組織でありながら駐満海軍部の大きな支援を受けた。

## 日本海軍の満洲撤収

### 背景（在満機関改革問題）
1905年（明治38年）の南満洲鉄道（満鉄）の獲得当初から、領事館（外務省）、関東都督府（陸軍）、満鉄の三つ巴による満洲経営に関する権限争いが起こっていた。
1919年（大正8年）、関東都督府が民政部門の関東庁と軍事部門の関東軍に分離され、さらに1924年（大正13年）に、満洲を含む外地の統治を所掌する拓務省が新設されるなど、日本の満洲進出により出先機関が複数乱立していたが、いずれも関東軍から排撃されていった。
1931年（昭和6年）の満洲事変以降の在満政治機構は、「殊に現実に三位一体を構成して、圏外に超然たる駐満海軍部を除いた関東軍、大使館、関東庁が対立し、唯一の経済機関たる満鉄がこの間に処して監督権の帰属などで引張凧」となっているような状況が長らく続き、在満機関改革問題は日本政府および歴代内閣の争点として深刻化していった。

### 関東軍との対立
駐満海軍部は「政論に惑わず政治に拘わらず」を美徳とし軍政に注力していたが、日本国内の陸海軍の権力闘争が満洲にも持ち込まれ、関東軍司令部は、要港部と同格という駐満海軍部の存在を問題視し、戦時指揮系統に関してたびたび対立を繰り返していた。また、ワシントン海軍軍縮条約の失効により海軍休日が終わりを告げ、列強による建艦競争が再び始まったという背景もあり、海軍内でも既に整備が進んだ満洲国軍に対してこれ以上の協力をする必要性について疑問視する声が上がっていた。
そのような中、1938年（昭和13年）6月に関東軍参謀長に就任した磯谷廉介陸軍中将は、参謀本部に対して駐満海軍部の廃止を積極的に働き掛け、参謀本部と軍令部との折衝の末、ついに同年11月に駐満海軍部と臨時海軍防備隊は廃止となった。併せて、満洲国海軍「江防艦隊」も満洲国陸軍に編入され「江上軍」として改編され、軍事顧問も関東軍から派遣されることとなったため、海軍兵学校および高等商船学校出身者の大半は日本に引き揚げていった。これにより、以後の満洲における関東軍のさらなる独走を許すこととなった。

## 歴代司令官
初代司令官の小林省三郎少将は、五・一五事件の黒幕とも言われる人物である。海軍は当初、陸軍（関東軍）を牽制するために満洲へ小林を送り込み、機関長から司令官へと権限を拡大していったが、関東軍との摩擦が大きくなり過ぎたため、その後の司令官は、関東軍に対してものを言わない大人しい人物が順次配置されていった。
1. 小林省三郎 海軍少将（海兵31期）1933年（昭和8年）4月1日 -
2. 津田静枝[46] 海軍中将（海兵31期）1934年（昭和9年）11月15日 -
3. 濱田吉治郎[47] 海軍中将（海兵33期）1935年（昭和10年）11月15日 -
4. 日比野正治 海軍中将（海兵34期）1936年（昭和11年）12月1日 -
5. 谷本馬太郎 海軍少将（海兵35期）1937年（昭和12年）12月1日 -
6. 高須四郎 海軍少将（海兵35期）1938年（昭和13年）8月1日-11月15日